# Полёт к ярости
«Полёт к ярости» (англ. Flight to Fury) — американский приключенческий фильм 1964 года режиссёра Монте Хеллмана с участием Джека Николсона и Дьюи Мартина.

## Сюжет
Джо Гейнс (Дьюи Мартин) и Джей Уикхэм (Джек Николсон) знакомятся в азиатском казино. А чуть позже они перемещаются на борт одного самолёта, который летит на Филиппины. В небе происходит поломка двигателей, и пилотам приходится экстренно сажать самолёт — прямо в джунгли. Перед смертью один из пилотов отдаёт Джо мешочек с бриллиантами. Но принесут ли эти стекляшки радость или приведут к ярости?

## В ролях
| Актёр             | Роль                  |
| ----------------- | --------------------- |
| Дьюи Мартин       | Джо Гейнс             |
| Вик Диас          | Лоргрен               |
| Джозеф Эстрада    | Гаруда                |
| Джон Хакетт       | Аль Росс              |
| Жаклин Хеллман    | Глория Уолш           |
| Джек Николсон     | Джей Уикхем           |
| Люсьен Пан        | полицейский инспектор |
| Джульет Пардо     | Лей Линг              |
| Фэй Спейн         | Дестини Купер         |
| Дженнингс Старджн | мужчина с бородой     |

## Создание
Идея и набросок сценария изначально принадлежали Монте Хеллману и Фреду Россу. Джек Николсон, находясь в трехнедельном плавании на яхте из США в Филиппины, переработал их мысли в окончательный сценарий фильма. В сюжете содержится явная отсылка к другому приключенческому фильму 1953 г. «Посрами дьявола», и изначальное название звучало как «Дьвольская игра».

## Критика
Кинокомпания была недовольна чрезмерно комедийным тоном фильма, поэтому перед выходом на экраны было порезано порядка 11 минут хронометража. Однако Хеллману удалось сохранить сюжет в полном объёме и выпустить его уже в своей видеоверсии.

## Cordillera
Существует также и филиппинская версия фильма под названием Cordillera, автором которой стал местный режиссер и продюсер Эдди Ромеро. В своей работе Ромеро внес в сюжет небольшие изменения и добавил несколько сцен.